# Luzulaspis scotica
Luzulaspis scotica är en insektsart som beskrevs av Green 1926. Luzulaspis scotica ingår i släktet Luzulaspis och familjen skålsköldlöss. Arten är reproducerande i Sverige. Inga underarter finns listade i Catalogue of Life.